# كاتسوشي كوريهارا
كاتسوشي كوريهارا (باليابانية: 栗原 克志) (مواليد 29 يوليو 1977)، هو لاعب كرة قدم ياباني سابق كان يلعب كمدافع.

## وصلات خارجية
- كاتسوشي كوريهارا على موقع رابطة كرة القدم اليابانية للمحترفين (اليابانية)
- كاتسوشي كوريهارا على موقع عالم كرة القدم.نت (الإنجليزية)